# Ceriagrion suave
Ceriagrion suave is een juffer uit de familie van de waterjuffers (Coenagrionidae).
De soort staat op de Rode Lijst van de IUCN als niet bedreigd, beoordelingsjaar 2009.
De wetenschappelijke naam van de soort werd in 1921 gepubliceerd door Friedrich Ris.

## Synoniemen
- Ceriagrion moorei Longfield, 1952
- Ceriagrion hamoni Fraser, 1955